# Alticola macrotis
Ушата волухарица (Alticola macrotis) је врста волухарице. 

## Распрострањење
Ареал врсте је ограничен на мањи број држава. Врста је присутна у Кини, Монголији, Русији и Казахстану.

## Станиште
Станишта врсте су шуме и планине на висинама од око 2.450 метара.

## Угроженост
Ова врста је наведена као последња брига, јер има широко распрострањење и честа је врста.